# 梅里佐

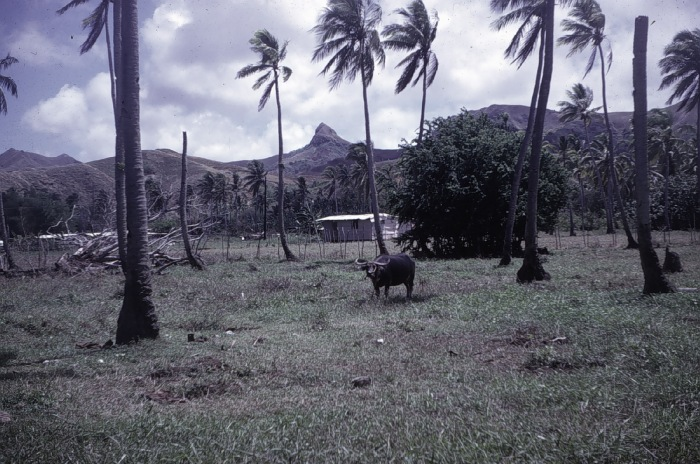
梅里佐

梅里佐（英語：Merizo）是美国在西太平洋的非合并建制属地关岛中最南端的村庄，科科斯岛属于该村的一部分，总面积6平方英里（16平方），2010年人口1,850人。
關島教育部為该岛提供教育服務。